# Degerfors Volley Orion
Degerfors Volley Orion est un club suédois de volley-ball fondé en 1987 et basé à Degerfors, évoluant pour la saison 2017-2018 en Elitserien.

## Effectifs

### Saison 2018-2019
| No                                           | Nom                                          | Date de naissance                            | Taille                         | Poids                          | Poste                          |
| -------------------------------------------- | -------------------------------------------- | -------------------------------------------- | ------------------------------ | ------------------------------ | ------------------------------ |
| 1                                            | Lillemor Ingebrand                           | 13 juillet 1983                              | 159                            |                                | Passeuse                       |
| 2                                            | Elin Johansson                               | 5 mai 2000                                   | 165                            |                                | Centrale                       |
| 3                                            | Amanda Louise Sifferlen                      | 17 mars 1995                                 | 186                            |                                | Réceptionneuse-attaquante      |
| 5                                            | Vilma Rosengren                              | 24 septembre 1998                            | 173                            |                                | Centrale                       |
| 6                                            | Sofia Segantini                              | 14 novembre 1999                             | 173                            |                                | Réceptionneuse-attaquante      |
| 7                                            | Cecilia Andersson                            | 2 juin 1981                                  | 166                            |                                | Libero                         |
| 8                                            | Sofie Fahlin                                 | 24 août 1998                                 | 179                            |                                | Centrale                       |
| 9                                            | Caisa Johansson                              | 23 février 1979                              | 167                            |                                | Passeuse                       |
| 10                                           | Julia Svensson                               | 3 juillet 1999                               | 177                            |                                | Réceptionneuse-attaquante      |
| 12                                           | Julie Mota                                   | 8 août 1983                                  | 173                            | 69                             | Réceptionneuse-attaquante      |
| 15                                           | Malin Larsson                                | 10 septembre 1999                            | 177                            |                                | Attaquante                     |
|                                              |                                              |                                              |                                |                                |                                |
| Encadrement technique                        | Encadrement technique                        |                                              | Légende                        | Légende                        | Légende                        |
| Entraîneur : Julie Mota                      | Entraîneur : Julie Mota                      | Entraîneur : Julie Mota                      | : Capitaine                    | : Capitaine                    | : Capitaine                    |
| Entraîneur(s) adjoint(s) : Mattias Andersson | Entraîneur(s) adjoint(s) : Mattias Andersson | Entraîneur(s) adjoint(s) : Mattias Andersson | : Joueuse blessée actuellement | : Joueuse blessée actuellement | : Joueuse blessée actuellement |